# Lagenocypsela
Lagenocypsela är ett släkte av korgblommiga växter. Lagenocypsela ingår i familjen korgblommiga växter.
Kladogram enligt Catalogue of Life:
| Lagenocypsela | \| \| Lagenocypsela latifolia \| \| \| \| \| \| Lagenocypsela papuana \| \| \| \| |
|               | \| \| Lagenocypsela latifolia \| \| \| \| \| \| Lagenocypsela papuana \| \| \| \| |
|               | Lagenocypsela latifolia                                                           |
|               |                                                                                   |
|               | Lagenocypsela papuana                                                             |
|               |                                                                                   |